# تور توجیه و برهنه
تور توجیه و برهنه (انگلیسی: The Justified & Stripped Tour) یک تور کنسرت مشترک توسط خواننده‌های اهل ایالات متحده آمریکا جاستین تیمبرلیک و کریستینا آگیلرا بود. این تور برای پشتیبانی از نخستین آلبوم استودیویی تیمبرلیک با عنوان توجیه (۲۰۰۲) و چهارمین آلبوم استودیویی آگیلرا با عنوان برهنه (۲۰۰۲) برگزار شد.